# Лёгкая атлетика на летних Олимпийских играх 1896 — тройной прыжок
Соревнования по тройному прыжку среди мужчин на летних Олимпийских играх 1896 прошли 6 апреля. Приняли участие девять спортсменов из пяти стран. Это была первая дисциплина, в которой разыгрывался комплект наград, и её победитель становился первым олимпийским чемпионом современности.

## Призёры
| Золото             | Серебро                   | Бронза                  |
| Джеймс Конноли США | Александр Тюффери Франция | Иоаннис Персакис Греция |

## Соревнование
| Место | Спортсмен               | Результат  |
| ----- | ----------------------- | ---------- |
| 1     | Джеймс Конноли (USA)    | 13,71 м OR |
| 2     | Александр Тюффери (FRA) | 12,70 м    |
| 3     | Иоаннис Персакис (GRE)  | 12,52 м    |
| 4     | Алойз Сокол (HUN)       | 11,26 м    |
| 5     | Карл Шуман (GER)        | Неизвестен |
| 6-7   | Фриц Гофман (GER)       | Неизвестен |
| 6-7   | Христос Цумис (GRE)     | Неизвестен |